# Яньшань (Вэньшань)
Яньша́нь (кит. упр. 砚山, пиньинь Yànshān) — уезд Вэньшань-Чжуан-Мяоского автономного округа провинции Юньнань (КНР).

## История
Уезд был создан в 1935 году из смежных территорий уездов Вэньшань и Гуаннань.
После вхождения провинции Юньнань в состав КНР в 1950 году был образован Специальный район Вэньшань (文山专区), и уезд вошёл в его состав.
Постановлением Госсовета КНР от 24 мая 1957 года Специальный район Вэньшань был преобразован в Вэньшань-Чжуан-Мяоский автономный округ.
В сентябре 1960 года уезд Яньшань был присоединён к уезду Вэньшань, но уже в марте 1962 года был воссоздан.

## Административное деление
Уезд делится на 4 посёлка, 3 волости и 4 национальные волости.